# Buffalo Bills
A Buffalo Bills amerikaifutball-csapat az Amerikai Egyesült Államokban, a New York állambeli Buffalóban, amely az NFL American Football Conference (AFC) konferenciájának keleti csoportjában (AFC East) játszik.

## Története

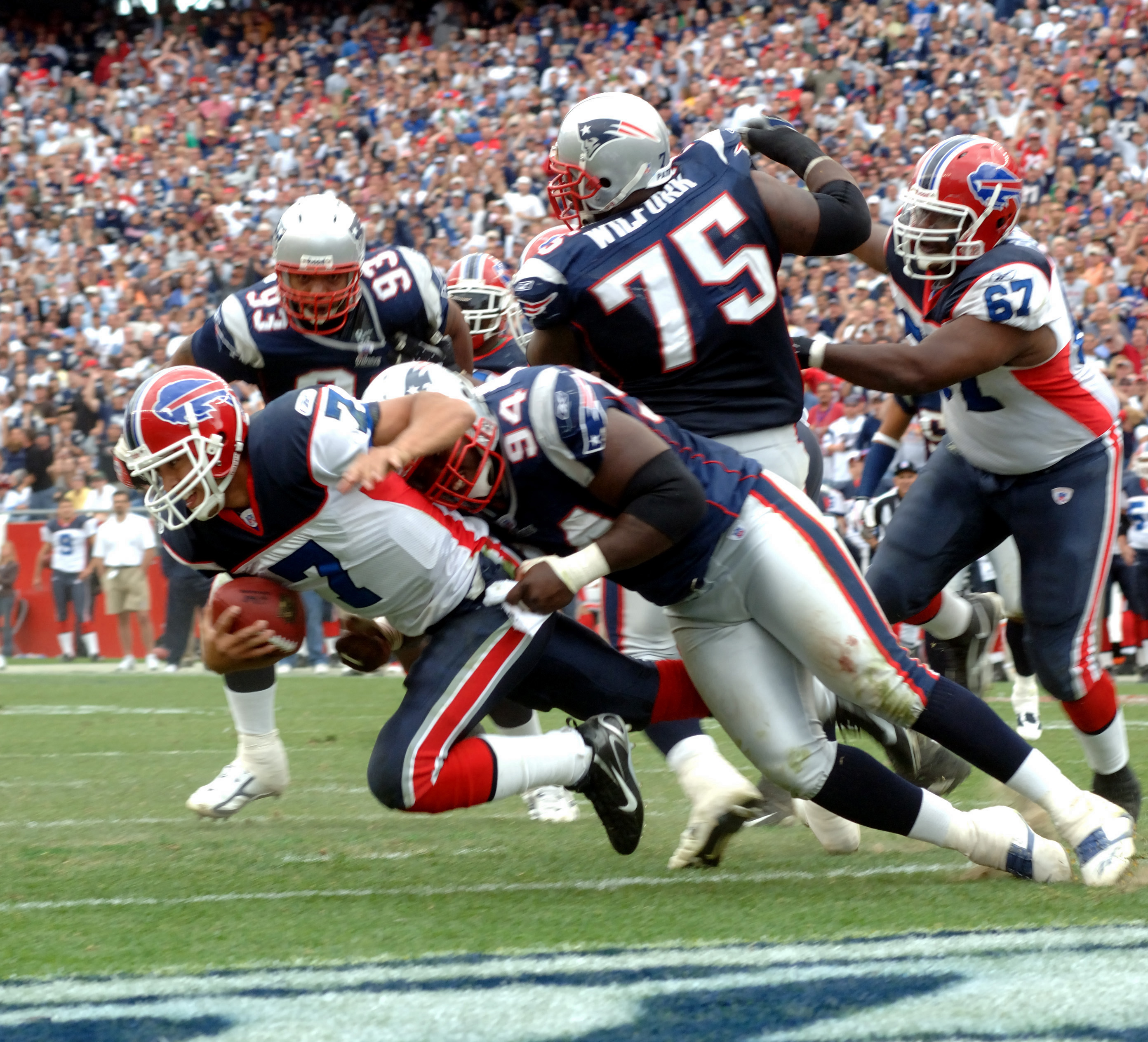
A Buffalo Bills akcióban

A klubot 1959. október 28-án alapították, de Buffalónak már korábban, az NFL első éveiben is volt csapata, amely All Americans, majd Bisons (ezt Billsre változtatták) és Rangers néven szerepelt. A klubalapítási kérelmet Ralp Wilson nyújtotta be az Amerika Futball Liga (AFL) megalapításakor, de az először kiszemelt Miami negatív válasza után Buffalóban jött létre a csapat. A nevük – Buffalo korábbi Bills nevű csapata után – a szurkolók kívánságára Buffalo Bills lett. A nevet eredetileg a vadnyugati show-műsorairól ismert William „Buffalo Bill” Cody után kapta a csapat.
Első szezonjuk 1960-ban volt az AFL északi csoportjában, de 1963-ig nem értek el számottevő eredményt. Lou Saban vezetőedző megerősítette a védelmet, és az 1963-as szezonban már a második helyen végeztek a csoportjukban, de az AFL playoff mérkőzésén 26–8-ra kikaptak a New England Patriotstól. 1964-ben továbbléptek, 12–2-es mutatóval megnyerték csoportjukat, majd a bajnoki döntőben – otthon játszva – 20–7-re verték a San Diego Chargerst. A Buffalo Bills az AFL bajnoka lett. A következő évben (1965) 10–3–1-gyel ismét a bajnokságért játszhattak, és ismét bajnokok lettek: megint a San Diegót verték meg, ezúttal 23–0-ra. A csapat egyik legeredményesebb játékosa volt ekkor a magyar származású Peter Gogolak, aki mezőnygóljaival járult hozzá a sikerhez. Az 1966-os szezon előtt a csapatot elhagyta a sikeredző Saban, Joe Collier lépett a helyére. A Bills vele is megnyerte a csoportját, de a döntőben vereséget szenvedtek a Kansas City Chiefs ellen.
Sikertelen három év következett, ami miatt az 1968-as szezon közben elküldték Collier-t, helyére 1969-ben John Rauch érkezett. 1970-ben jött létre az AFL-lel egyesült NFL, de a csapat csak 1973-ban ért el elfogadható eredményt (ismét Lou Saban irányításával, a csapat Orchard Parkban épült új stadionjában): az AFC keleti csoportjában második helyen végzett, hosszú idő után először pozitív, 9–5-ös mutatóval. 1974-ben megismételték az előző évi mutatót, amivel már bejutottak a rájátszásba, ám ott 32–14-re kikaptak a Pittsburgh Steelerstől. Öt „szűk esztendő” következett, majd 1980-ban megnyerték csoportjukat, de a playoffban 20–14-re kikaptak a Chargerstől, 1981-ben pedig a második rájátszás meccsen Cincinnati Bengalstól. Újabb hat év telt el viszonylagos sikertelenséggel, miközben 1986-ban leszerződtették a jövő sikeredzőjét, Marv Levy-t, az idény közben eltávolított Hank Bullogh helyett. Hatékony támadó részleget hozott létre, a csapat gerincét Jim Kelly irányító, Andre Reed elkapó és Thurman Thomas futó alkotta. 1988-tól 1999-ig (1994 és 1997 kivételével) a Bills minden évben bejutott a rájátszásba, és máig egyedülálló módon, négy egymást követő évben Super Bowlt játszott (15., 16., 17., 18. Super Bowl), ám mind a négyet elvesztette. Pedig kétszer is igen közel járt a győzelemhez. 1990-ben, néhány másodperccel a befejezés előtt, a New York Giants 20–19-es vezetésénél mezőnygólt szerezhetett volna a Bills, és ezzel 22–20-ra nyerhetett volna, ha Scott Norwood 47 yardról berúgja a tojáslabdát. Nem így történt. Az 1993-as szezont záró nagydöntőben a Dallas Cowboys ellen játszottak, és az első két negyed után 13–6-ra vezettek, a második félidőben azonban már csak a dallasiak szereztek pontot, így alakult ki a 20–13-as végeredmény.
A Buffalo Bills a 2000-es években folyamatosan gyengén szerepelt, mindössze egyszer produkáltak pozitív mutatót, 2011-ben 6–10-zel zárták a szezont.

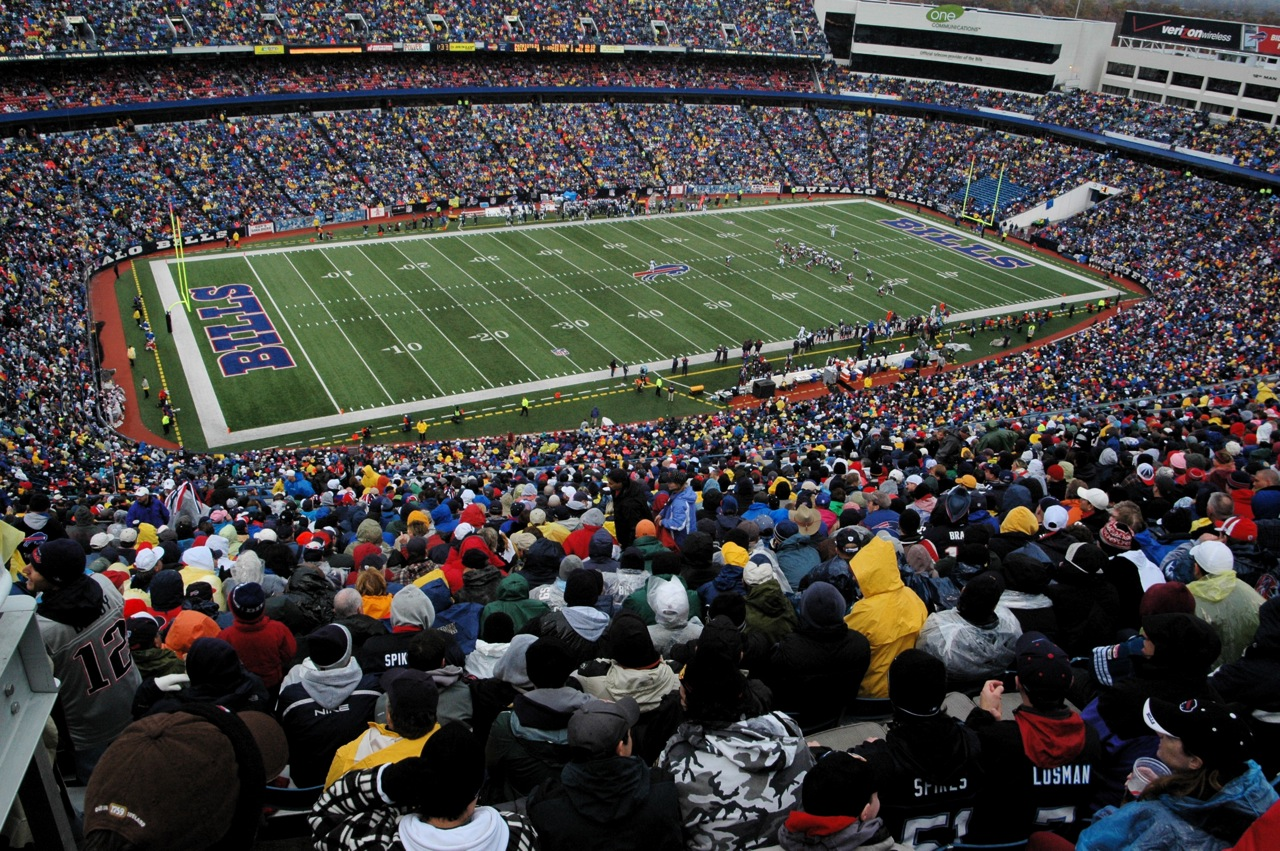
A Ralph Wilson stadion